# استان واکایاما

جایگاه استان واکایاما در ژاپن.

استان واکایاما یکی از استانهای کشور ژاپن است که در جزیره هونشو قرار گرفته‌است. مساحت آن ۴۷۲۵ کیلومتر مربع می‌باشد. جمعیت این استان در سال ۲۰۰۵ بیش از یک میلیون نفر برآورد شده‌است.
استان واکایاما از نظر تقسیمات کشوری بخشی از ناحیه کانسای به حساب می‌آید. مرکز این استان شهر واکایاما است.

## نگارخانه

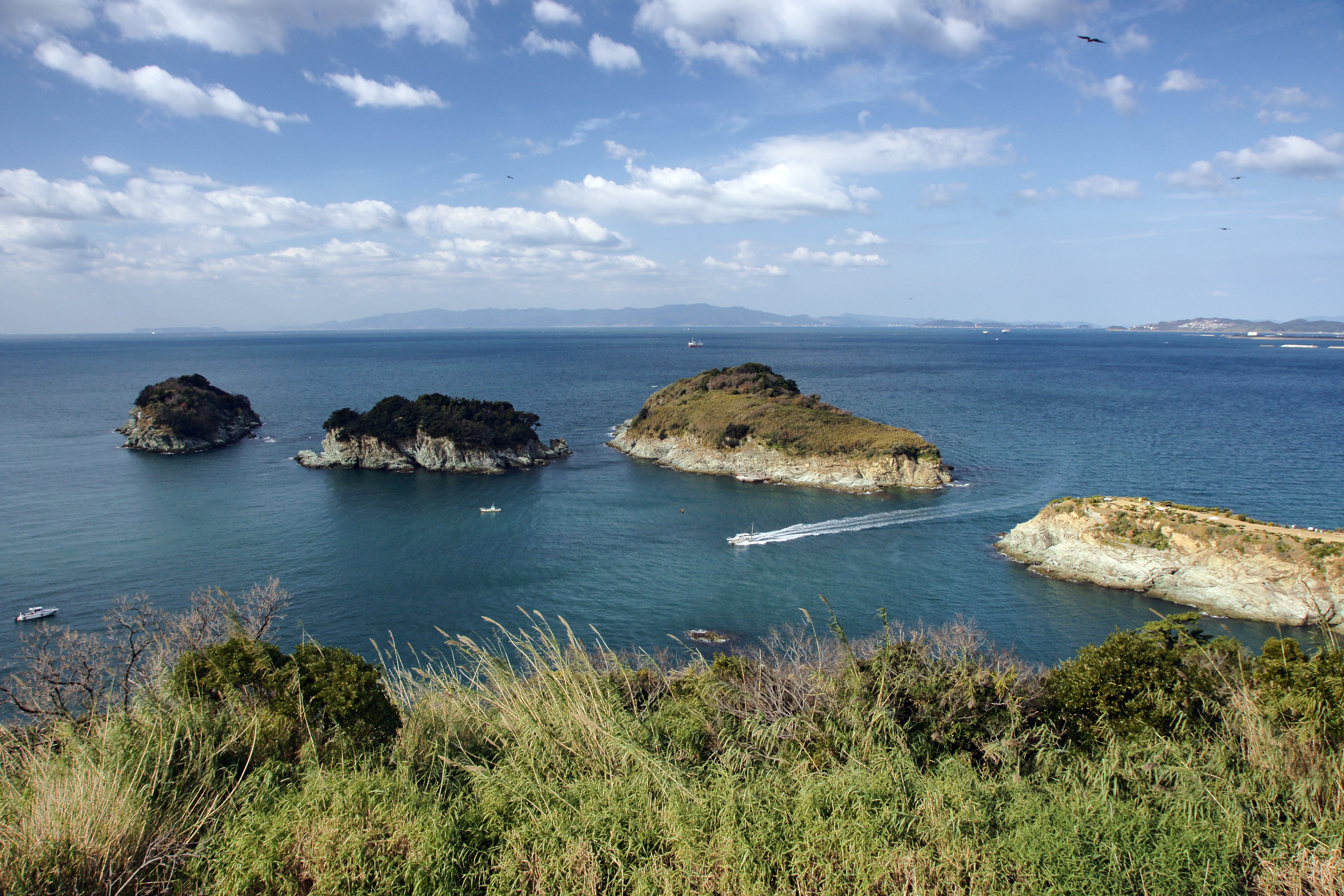
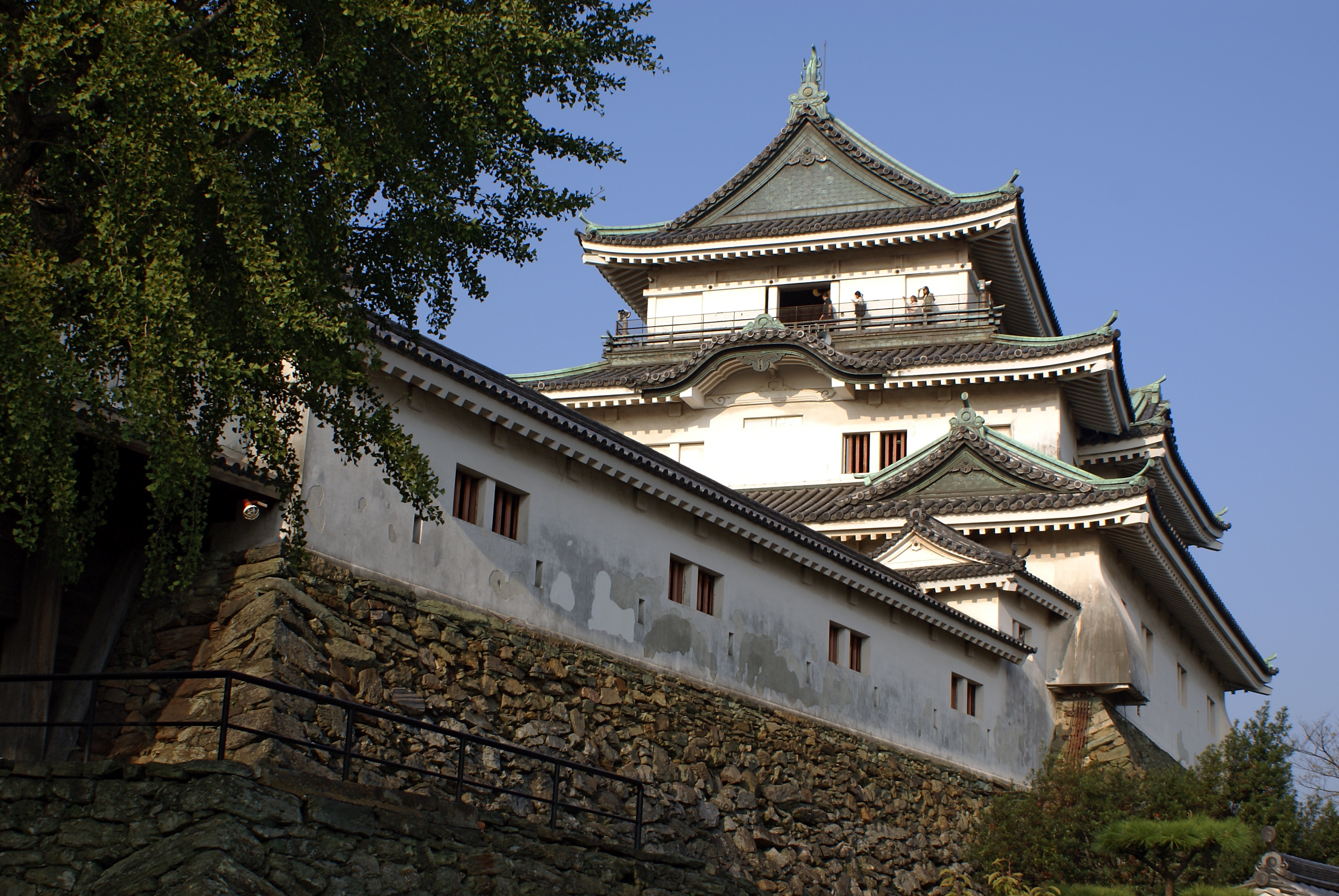
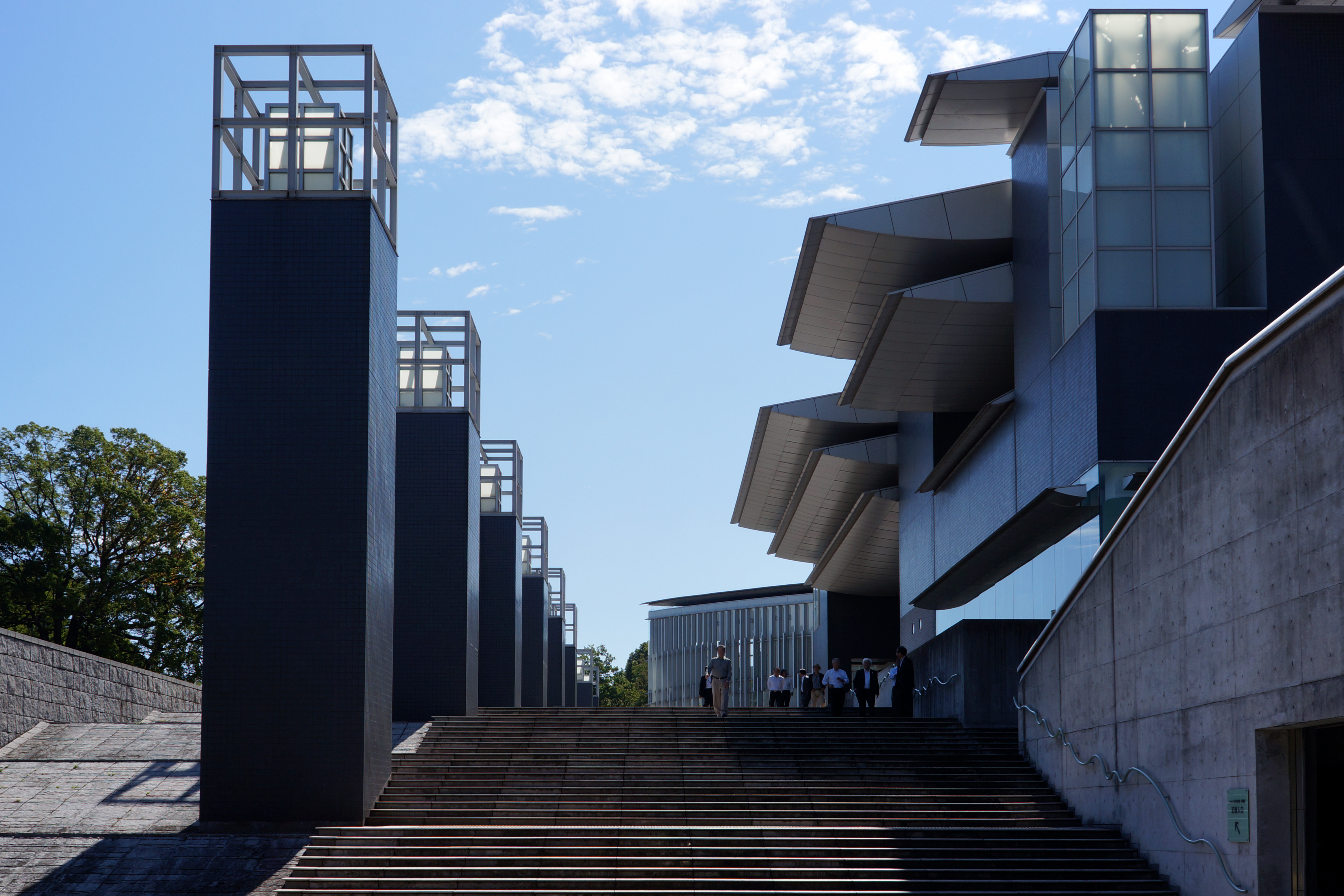
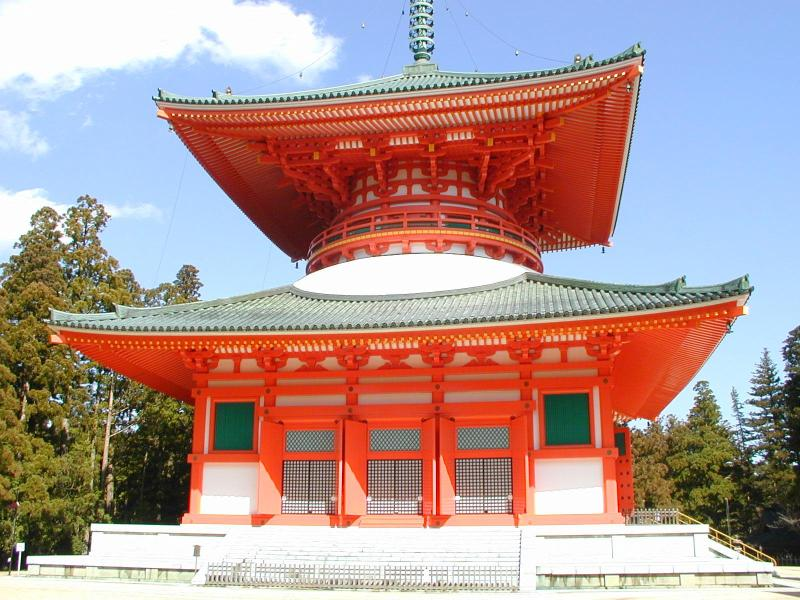
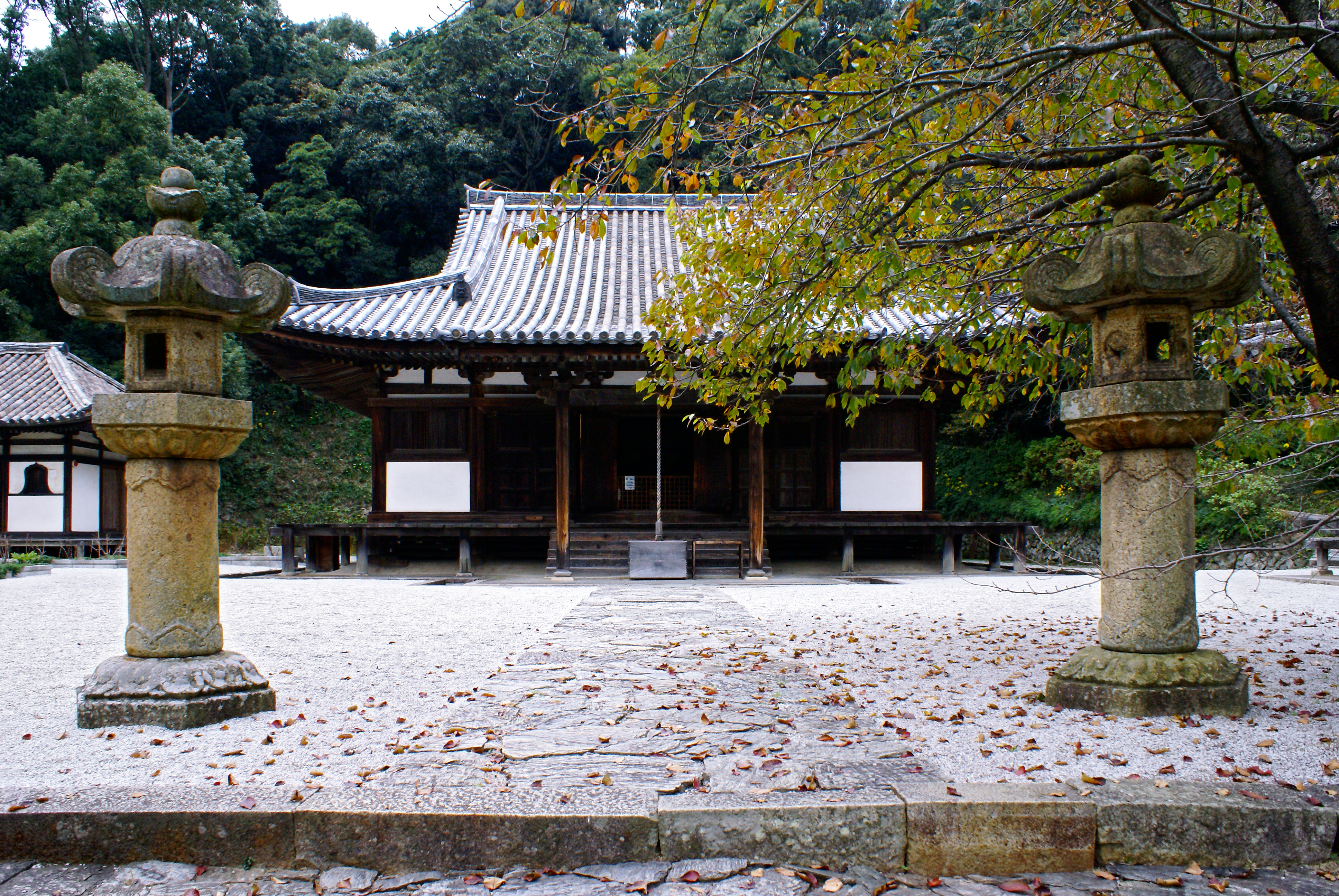
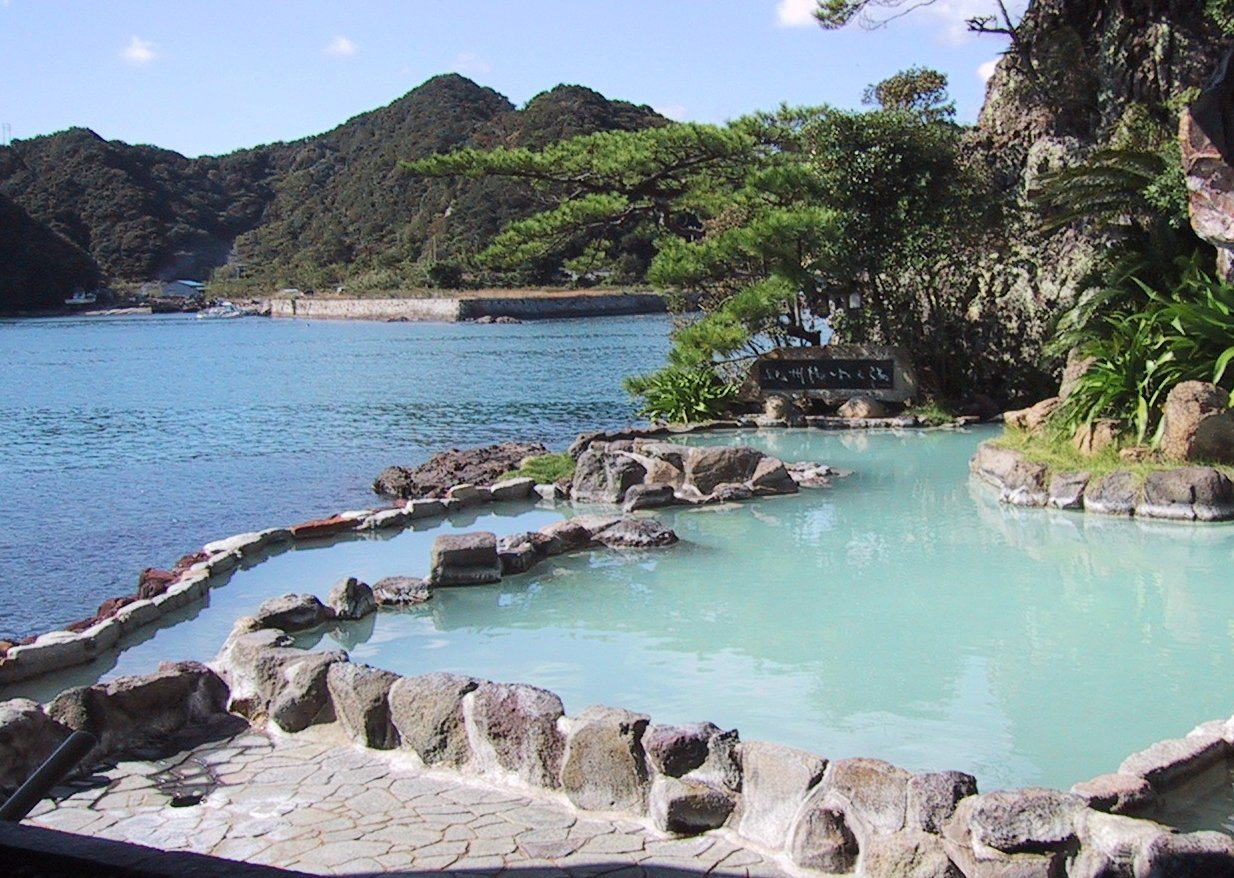
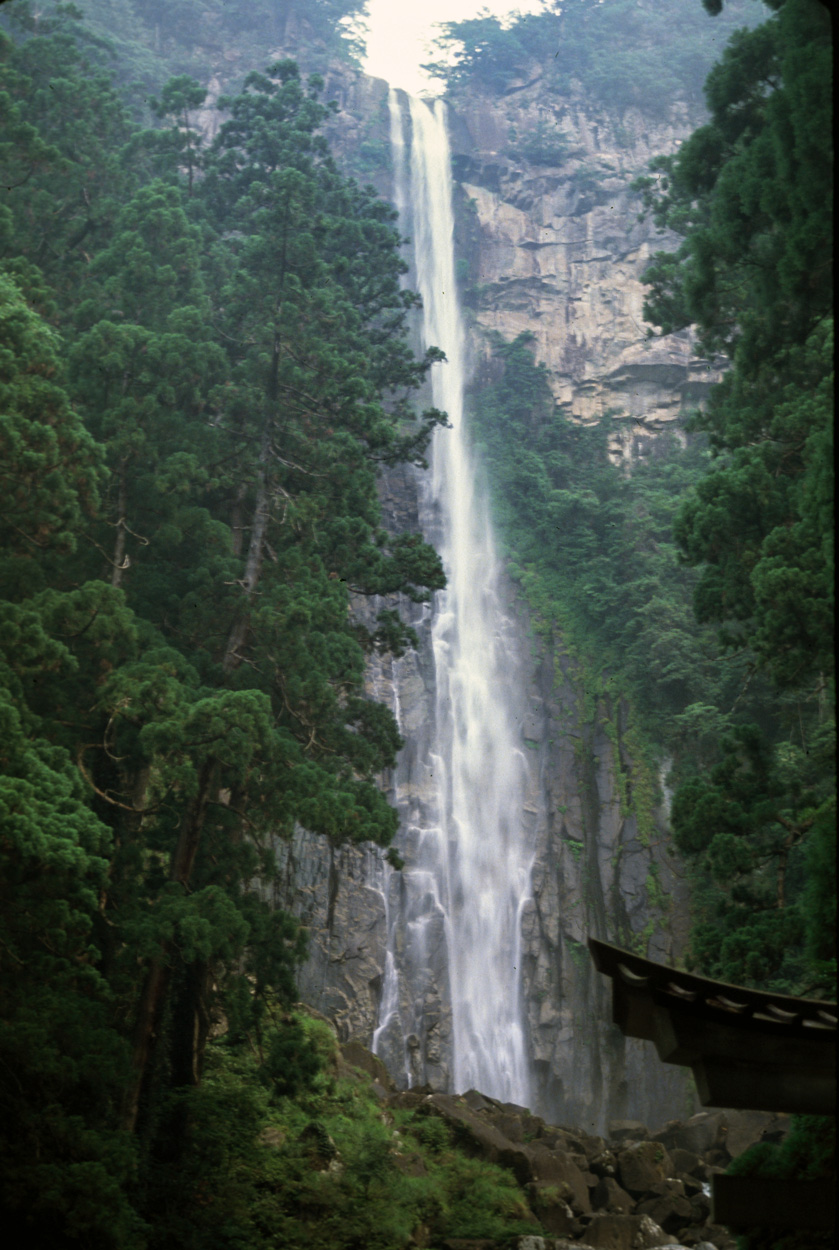
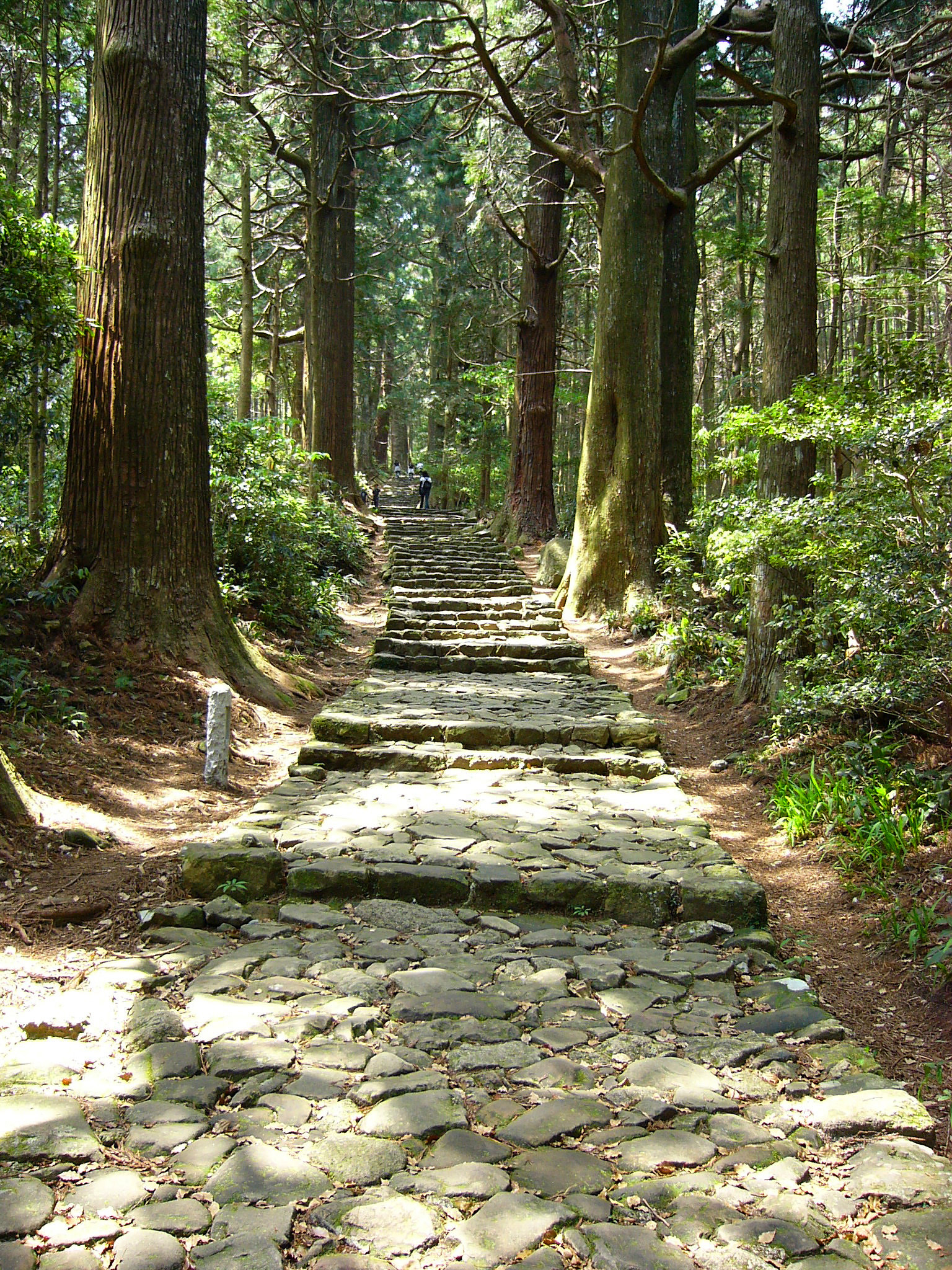